# 매박섬
매박섬은 경기도 화성시 우정읍 국화리에 위치한 섬으로, 국화도의 북쪽에 있다. 예전에 토끼를 방목한 적이 있어서 토끼섬으로도 불린다. 면적은 1만 9444m2이고 육지와 약 17.7km 떨어져 있다. 특정도서로 지정하여 관리되고 있다.

## 지리
섬은 남북 방향으로 긴 모양이다. 남북의 너비는 530m이고, 동서의 너비는 60m에 불과하다. 섬의 양 끝단에는 해식애가 좁게 형성되어 있고, 그 주변으로 파식대가 있다.
2008년의 조사에서 총 13종의 식물을 확인하였으며, 관목림과 혼합초지가 대부분이다. 소나무 군락이 섬의 90% 이상을 차지한다. 무척추동물의 경우 댕가리, 총알고둥, 굴이 우점종이다. 그 밖에 해조류는 발견되지 않았다.

## 특정도서
매박섬은 시스택, 육계사주, 시취 등의 지형경관이 우수하고, 멸종위기종 매, 검은머리물떼새, 섬개개비 서식이 확인되어 독도 등 도서지역의 생태계보전에 관한 특별법에 의거 특정도서로 지정되었다."
- 지정번호 : 특정도서 제229호
- 면적 : 19,644m2
- 지번 : 경기도 화성시 우정읍 국화리 129

## 행위 제한
특정도서안에서는 「대한민국 독도 등 도서지역의 생태계보전에 관한 특별법」 제8조에 의거 누구든지 다음 각호의 1에 해당하는 행위를 하거나 허가를 하여서는 아니된다.
- 건축물·공작물의 신축·개축·증축
- 개간·매립·준설 또는 간척
- 택지의 조성·토지의 형질변경·토지의 분할
- 공유수면의 매립
- 입목·죽의 벌채 또는 훼손
- 도로의 신설
- 흙·모래·자갈·돌의 채취, 광물의 채굴, 지하수의 개발
- 가축의 방목, 야생동물의 포획·살생 또는 그 알의 채취, 야생식물의 채취
- 특정도서에 서식하거나 도래하는 야생 동·식물 또는 특정도서 안에 존재하는 자연적 생성물을 그 섬 밖으로 반출하는 행위
- 특정도서 안으로 생태계 위해 외래 동·식물을 반입하는 행위
- 폐기물을 매립 또는 투기하는 행위
- 인화물질을 이용하여 음식물을 짓거나 야영을 하는 행위
- 지질·지형·자연적 생성물의 형상손괴 기타 이와 유사한 행위